# Dom podcieniowy w Przemysławiu
Dom podcieniowy w Przemysławiu – zabytkowy dom podcieniowy położony w Przemysławiu, w województwie pomorskim, w powiecie nowodworskim, w gminie Stegna. 

## Opis obiektu
Dom w konstrukcji drewniano-szkieletowej, wzniesiony w 1789 roku. Podcień w konstrukcji ryglowej z wypełnieniem żółtą cegłą holenderką, wsparty na sześciu słupach, dobudowany został później. Budynek stanowi jedyny zachowany element istniejącej w tym miejscu zagrody typu holenderskiego. Posiada cechy stylu barokowego i rokokowego. Przeszedł remont w latach 1960 i 2005. Obecnie w rękach prywatnych. Wpisany do rejestru zabytków w 1961 roku.